# Pierre de Gassion (1616-1652)
Pour les articles homonymes, voir Gassion.
Pierre de Gassion, né à Pau le 21 août 1616 et mort  à Pau le 24 avril 1652, est un ecclésiastique qui fut  évêque d'Oloron de 1647 à 1652.

## Biographie
Pierre de Gassion est le fils Jacques de Gassion († 1631) procureur général et conseiller d'État, et de Marie d'Esclaux, et le benjamin de la fratrie composée notamment par les frères homonymes : le président du parlement de Navarre Jean de Gassion et le maréchal de France Jean de Gassion. Il commence comme plusieurs de ses ainés une carrière militaire mais à l'âge de 16 ans vers 1632 il adjure le calvinisme et entreprend des études de théologie la Sorbonne. Il devient prêtre en 1646 et fait une brillante carrière ecclésiastique : commandeur et prieur de Saint-Loup (1643), curé de Salies-de-Béarn (1645), chanoine de Lescar.
En 1647 il devient abbé commendataire de l'abbaye Saint-Vincent de Lucq (dite aussi de Saudebonne) dans le diocèse d'Oloron et il est nommé évêque d'Oloron. Il est confirmé le 13 janvier 1648 et consacré en mars suivant par l'archevêque d'Auch. Son épiscopat est bref car il meurt dès le 24 avril 1652 à Pau lors d'une visite à sa mère. Il est inhumé dans sa cathédrale Sainte-Marie d'Oloron